# Rent (comédie musicale)
Pour les articles homonymes, voir Rent.
Rent est une comédie musicale, adaptée de La Bohème de Puccini. Les représentations de Rent débutèrent à New York le 29 avril 1996 au Nederlander Theatre et furent jouées jusqu'au 7 septembre 2008, ce qui en fait le 8e spectacle à tenir l'affiche aussi longtemps sur Broadway. L'histoire tourne autour d'un groupe de jeunes artistes pauvres tentant de survivre dans l'Alphabet City de New York sous la menace du sida (dans l'opéra originel, il s'agissait de la tuberculose).
La partition comprend des chansons telles que "Seasons of Love", "Rent", "One Song Glory", "Light My Candle", "Tango: Maureen", "I'll Cover You", "Without You", "La Vie bohème", et "Santa Fe". L'album issu du spectacle est l'enregistrement ayant eu le plus de succès dans l'histoire du théâtre musical américain dans les trente dernières années.  Il en existe deux versions : un CD double (le spectacle complet) et un CD "Highlights" (morceaux choisis).  Tous deux comprennent la chanson "Seasons of Love" interprétée par la troupe originelle et Stevie Wonder.
Le spectacle fut conçu par Jonathan Larson, un jeune compositeur qui mourut à l'âge de 35 ans d'un anévrisme aortique le 25 janvier 1996, la veille de la première représentation du spectacle au New York Theater Workshop.
À sa sortie, Rent était une des rares comédies musicales de Broadway dont certains personnages principaux sont ouvertement gays et lesbiens sur scène. Bien qu'un stéréotype courant soit la grande proportion de personnages gays dans le milieu du théâtre, presque toute la production antérieure relative à l'homosexualité a généralement été reléguée aux théâtres off-Broadway, l'exception la plus connue étant la comédie musicale La Cage aux folles.

## Histoire
De nos jours à New York. À la veille de Noël, deux colocataires, Mark et Roger, sont sur le point de se faire expulser. Mark décide de filmer son entourage tandis que Roger tente d'écrire une dernière chanson qui, il l'espère, lui apportera gloire et reconnaissance avant d'être emporté par le sida. C'est ce moment-là que choisit Mimi, une sulfureuse toxicomane, séropositive elle aussi, pour débarquer dans sa vie. Elle bouleverse le petit monde de Roger, figé depuis la mort de sa petite amie. Alors qu'une manifestation anti-expulsion s'organise dans le quartier, l'amour bat son plein entre les deux jeunes gens. Mais les relations qu'ils entretiennent se dégradent progressivement à cause de la jalousie de Roger. Ils finissent par se séparer alors que la maladie commence à gagner Mimi. Roger quitte la ville mais revient quelques semaines plus tard avec une chanson que lui a inspirée Mimi. Il la retrouve agonisante, mais à l'écoute de son morceau, la fièvre de Mimi se met à baisser et les deux amoureux se retrouvent enfin ensemble.

## Numéros musicaux
Act One:
- Tune Up #1
- Voice Mail #1
- Tune Up #2
- Rent
- You Okay Honey?
- Tune Up #3
- One Song Glory
- Light My Candle
- Voice Mail #2
- Today 4 U
- You'll See
- Tango: Maureen
- Life Support
- Out Tonight
- Another Day
- Will I?
- On the Street
- Santa Fe
- I'll Cover You
- We're Okay
- Christmas Bells
- Over the Moon
- La Vie Boheme
- I Should Tell You
- La Vie Boheme B

Act Two:
- Seasons of Love
- Happy New Year
- Voice Mail #3
- Happy New Year B
- Take Me or Leave Me
- Seasons of Love B
- Without You
- Voice Mail #4
- Contact
- I'll Cover You (Reprise)
- Halloween
- Goodbye Love
- What You Own
- Voice Mail #5
- Finale
- Your Eyes
- Finale B

## Parcours de l'œuvre
La distribution originale (apparaissant sur les CD et à Broadway à partir du 16 avril 1996) fut composée des acteurs suivants :
- Taye Diggs - Benjamin "Benny" Coffin III
- Wilson Jermaine Heredia - Angel Dumott Schunard
- Jesse L. Martin - Tom Collins
- Idina Menzel - Maureen Johnson
- Adam Pascal - Roger Davis
- Anthony Rapp - Mark Cohen
- Daphne Rubin-Vega - Mimi Marquez
- Freddie Walker - Joanne Jefferson
- Gilles Chiasson - Steve et autres, doublure pour Mark et Roger
- Rodney Hicks - Paul et autres, doublure pour Benny
- Kristen Lee Kelly - mère de Mark et autres, doublure pour Maureen
- Aiko Nakasone - Alexi Darling et autres
- Timothy Britten Parker - Gordon et autres
- Gwen Stewart - Mrs. Jefferson et autres
- Byron Utley - Mr. Jefferson et autres, doublure pour Collins
- Yassmin Alers (doublure pour Maureen et Mimi), Darius de Haas (doublure pour Angel, Collins et Benny), Shelley Dickinson (doublure pour Joanne), David Driver (doublure pour Mark et Roger), Mark Setlock (doublure pour Angel), Simone (doublure pour Joanne et Mimi), etc.

Du 30 juillet au 9 septembre 2007, les deux chanteurs issus de la troupe originale Anthony Rapp et Adam Pascal (interprétant respectivement Mark et Roger) reprendront au Nederlander Theatre les rôles qu'ils avaient créés douze ans auparavant.
Il y eut trois tournées — toutes ayant reçu un franc succès — à travers les États-Unis.
Il y eut plusieurs troupes internationales qui décidèrent de recréer Rent notamment en Allemagne, en Angleterre, en Australie, en Bolivie, en Chine, en Corée du Sud, en Finlande, en Hongrie, en Irlande, en Italie, au Japon, au Mexique, en Nouvelle-Zélande, aux Philippines et au Portugal entre autres.

## Prix et distinctions
En 1996, Rent remporta plusieurs Tony Awards, notamment ceux de la meilleure comédie musicale, du meilleur livret de comédie musicale et de la meilleure partition de comédie musicale. L'acteur Wilson Jermaine Heredia gagna le Tony Award du meilleur second rôle masculin dans une comédie musicale pour sa performance dans le rôle d'Angel. Les acteurs Adam Pascal, Daphne Rubin-Vega et Idina Menzel furent également nommés, sans remporter de prix.

## Renten français
La première version française de Rent a été créée à l'Olympia de Montréal le 2 juin 2004. L'adaptation signée Vincent Bolduc et Yves Morin comptait dans la distribution une participante de la première édition de la Star académie québécoise, Marie-Mai. La distribution était la suivante :
- Yanick Lanthier — Mark
- Marie-Mai — Mimi
- Jean-François Bastien — Roger
- Marc-André Thibault - Benny
- Ariane Gauthier — Maureen
- Annie Hébert — Joanne
- Gardy Fury — Angel
- Yvan Pedneault - Collins
- Maud Beauchemin  - Alexi Darling
- + doublure-Mimi\ dance captain
- Caroline Mailhot (Caro Bé) — Mrs. Cohen / doublure Maureen

La deuxième version française — la première en Europe — a été créée le 2 juin 2006 par la Compagnie de notes et de mots au théâtre du Passage à Neuchâtel, en Suisse. La traduction en français a été signée par Jérôme Ricca. La distribution était la suivante :
- Luis Miguel Lema-Favre — Marc
- Samuel Moeschler — Roger
- Leandro Durney — Collins
- David Frenkel — Benny
- Leana Durney — Joanne
- Jo Sieber — Angel
- Alexandra Diaz — Mimi
- Mallika Hermand — Maureen

Une troisième version française est en cours de production. Elle devrait avoir lieu le 1er décembre 2009 à Paris dans le cadre de la journée contre le Sida et les recettes seront reversées au profit d'Ensemble Contre le Sida.

## Adaptations
Rent a été adaptée au cinéma, tourné à San Francisco, New York, Los Angeles et Santa Fe et la sortie américaine a eu lieu le 23 novembre 2005. Chris Columbus réalise, la plupart des artistes originaux reprenant leur rôle (Diggs, Heredia, Martin, Menzel, Pascal et Rapp), plus Rosario Dawson dans le rôle de Mimi, et Tracie Thoms dans celui de Joanne.
La comédie musicale est une nouvelle fois adaptée en 2019 avec Rent, un téléfilm joué et diffusé en direct sur le réseau Fox avec Jordan Fisher dans le rôle de Mark, la chanteuse Tinashe dans celui de Mimi ainsi que la participation de la drag queen Valentina, des actrices Vanessa Hudgens et Kiersey Clemons et du chanteur Mario.

## Parodies
- Dans le film Team america de Trey Parker, la scène où Gary apparaît lors d'une comédie musicale sur Broadway nommé Lease, the musical (« Location, la comédie musicale ») où il interprète la scène finale en chantant la chanson Everyone has AIDS (« Tout le monde a le sida »). Il raconte que toute sa famille et son entourage sont morts du sida et que finalement tout le monde a le sida, et qu'il ira à Washington pour leur exposer la situation. Quoique caricaturale, cette parodie souligne l'engagement parfois mal dirigé de certains citoyens engagés qui ici blâment le gouvernement américain pour l'épidémie du sida.[réf. nécessaire]